# Ель Энгельмана
Ель Энгельмана (лат. Picea engelmannii) — вид деревьев рода Ель (Picea) семейства Сосновые (Pinaceae), встречается на западе США и Канады.

## Распространение и экология
В природе ареал вида охватывает лесной пояс Скалистых гор Северной Америки. Произрастает на высоте 1500—-3500 м, вплоть до верхней границы леса, чаще по теневым склонам гор и долинам.
Образует обширные чистые и смешанные леса с пихтами одноцветной (Abies concolor), миловидной (Abies amabilis), благородной (Abies procera), псевдотсугой Мензиса (Pseudotsuga menziesii), лиственницей западной (Larix occidentalis), тсугой западной (Tsuga heterophylla), соснами скрученной широкохвойной (Pinus contorta) и белой западной (Pinus monticola) — в нижнем поясе; в верхнем поясе — с пихтой субальпийской (Abies lasiocarpa), тсугой горной (Tsuga mertensiana), лиственницей Лайэля (Larix lyallii), соснами белокорой (Pinus albicaulis), мягкой (Pinus flexilis), остистой (Pinus aristata) и каллитропсисом нутканским (Chamaecyparis nootkatensis).
В Европе, как декоративное, культивируется с 1863 года. В России с конца XIX века, распространена мало.
Живёт до 300—400 (600) лет.

## Ботаническое описание
Представители вида — деревья высотой 30—50 м, при диаметре ствола 90 см. Крона густая, конусовидная, нередко несимметричная, со слегка поникающими ветвями. Кора трещиноватая, чешуйчатая, красновато-коричневая, тонкая. Молодые побеги желтовато-коричневые, с ржавым опушением.
Почки конусовидные. Хвоя длиной 15—20 (до 25) мм, шириной 1,5—2 мм, четырёхгранная, острая, с двумя—четырьмя устьичными линиями на каждой стороне, сизо-зелёная до сизой, старая более зелёная. На родине хвоя держится 10—15 лет, в Санкт-Петербурге 5—7 лет.
Шишки яйцевидно-цилиндрические, длиной 4—7 см, диаметром 2,5 см, до созревания бордовые, зрелые — светло-коричневые, с тонкими, гибкими, рыхло расположенными по краю, зубчатыми чешуями. Созревают в августе—сентябре, опадают весной следующего года. Семена длиной около 3 мм, бурые, с крылом длиной около 12 мм. В 1 кг 160—350 тысяч семян; средний вес 1000 штук — 3 г.